# Fritz (escacs)
 Fritz és un programa d'escacs escrit pels programadors alemanys Franz Morsch i Mathias Feist.

## Història
A principi dels anys 1980, Morsch i el seu amic van editar conjuntament un programa d'escacs anomenat Knightstalker, el qual va atreure l'atenció de la companyia Chessbase, i a principis de 1990 van començar en el projecte Fritz. El 1994 Fritz es va convertir en el primer programa a obtenir un títol de Mestre Internacional segons els paràmetres de la FIDE.
El 1995 a Hong Kong es realitzà el vuitè Campionat del món d'escacs per ordinadors; les màquines que concursaven en aquest esdeveniment eren ordinadors especialitzats, amb un maquinari de la mida d'un frigorífic. Fritz va fer el paper de ventafocs, ja que amb un ordinador estàndard en aquells temps, es coronà campió, vencent els superordinadors com els prototips de Deep Blue o els superordinadors amb 40 processadors com King i Sòcrates.
El llenguatge de programació de Fritz va acaparar l'atenció, i es va convertir en la franquícia més rendible de Chessbase, una tendència que es manté encara avui dia.
El 1998, Fritz 5.0 fou reconegut com el programa més fort amb un Elo de 2460, segons la SSDF. Cal esmentar que aquest any Fritz fou considerat el campió mundial, tot i que el torneig mundial no es va celebrar aquell any. Aquest mateix incident es va repetir el 2000 amb Fritz 6.0 amb un Elo de 2607, essent el primer a trencar la barrera dels 2600 punts.

## Fritz i els seus matxs
L'estratègia de Chessbase a principis del segle XXI sobre el seu programa insígnia, es va orientar a derrotar els jugadors d'elit, i en la mesura del possible, els campions mundials del seu moment, procurant tenir la millor cobertura possible dels esdeveniments.
El novembre del 2003 s'inicia un matx entre el jugador en el top de la classificació Elo, Garri Kaspàrov, contra una versió especial, el X3D Fritz. Era el programa normal del mercat, amb la diferència que l'ambient del joc es realitzava en un escenari virtual en 3D. Garri tenia uns visors i guants especials i tots els moviments es recreaven en un escenari virtual. Aquest matx va acabar en empat de 2-2: Kaspàrov va guanyar la tercera partida i l'ordinador la segona. Les dates d'aquest esdeveniment van ser l'11, 13, 16 i 18 de novembre del 2003.
El desembre de 2006, la versió Deep Fritz, va vèncer el campió del món regnant Vladímir Kràmnik per 4 a 2, amb 2 victòries de la màquina i 4 taules. El campió mundial no va poder obtenir cap victòria contra el programa, tot i que en una partida que estava igualada i en vies de taules, va cometre un colossal i molt mediàtic error: es va deixar un mat en una jugada. No patia de cap pressió posicional i disposava de prou temps per jugar, de manera que no hi havia cap motiu aparent per a aquest distracció, considerat com "l'error del segle".
Aquesta victòria contra el campió indiscutible era l'última cosa que necessitaven els distribuïdors de Fritz per assegurar que el seu motor d'escacs tenia nivell suficient per derrotar qualsevol jugador de talla mundial.
El 2007, les dues franquícies favorites de Chessbase es van enfrontar un matx, Deep Fritz i Deep Junior, en què Deep Junior va guanyar quedant invicte i amb un resultat final de 4-2.

## Fritz en l'actualitat
Actualment Fritz s'ha retirat del circuit del campionat mundial, possiblement per l'aparició de l'imbatible Rybka, que encapçala totes les llistes de ràting d'ordinadors. Fritz participa en reduïdes ocasions per aparèixer en la llista de rating entre els motors d'escacs més prestigiosos, com la SSDF, CCRL, WBEC i CEGT.
Segueix sent un dels programes més venuts en l'actualitat, i des que no pot competir en nivell escaquístic amb Rybka, els seus programadors han orientat els esforços en donar-li al programa una millor interfície per a l'ensenyament del joc-ciència, incloent certes funcions addicionals per a la pedagogia dels escacs.
Aparició de Fritz 11, a la llista de rating Chess Engine:
- Apareix cinquè amb 3.071 a la llista SSDF[2] publicada el 10 d'abril de 2009.
- Apareix quart amb 3.025 en la llista CEGT (la llista amb ritme de 40 '+20 ") publicada el 31 de maig de 2009.
- Apareix tercer amb 3.096 en la llista CCRL, publicada l'1 de maig del 2009.